# Goryphus rexus
Goryphus rexus là một loài tò vò trong họ Ichneumonidae.